# 八仙嶺自然教育徑
22°29′23″N 114°14′06″E / 22.4896235°N 114.234885°E
八仙嶺自然教育徑是八仙嶺郊野公園的一条郊遊路線，位於香港新界東北部的八仙嶺。长4.4公里，起点为大美督管理站，终点为新娘潭，走毕全程约需2小时30分钟。设有二十一個观賞點，介紹教育徑內的動植物、自然現象、地質及建設。

## 交通

### 起点
- 九巴

1. 75K 港鐵大埔墟站 - 大美督
2. 275R 港鐵大埔墟站 - 新娘潭 ※

- 專線小巴

1. 20C 港鐵大埔墟站 - 大美督

### 终点
- 九巴

1. 75K 港鐵大埔墟站 - 大美督
2. 275R 港鐵大埔墟站 - 新娘潭

- 專線小巴

1. 20C 港鐵大埔墟站 - 大美督